# Ptychozoon lionotum
Espèce
Synonymes
- Ptychozoon homalocephalum var. lionotum Annandale, 1905

Statut de conservation UICN

 LC  : Préoccupation mineure
Ptychozoon lionotum est une espèce de geckos de la famille des Gekkonidae.

## Répartition
Cette espèce se rencontre au Mizoram en Inde, en Birmanie, au Viêt Nam, au Cambodge, en Thaïlande et en Malaisie occidentale.

## Description
C'est un gecko arboricole, nocturne et insectivore.

## Reproduction
Les œufs incubent environ deux mois entre 25 et 28 °C.

## Publication originale
- Annandale, 1905 : Notes on some Oriental geckos in the Indian Museum, Calcutta, with descriptions of new tons. Annals and Magazine of Natural History, ser. 7, vol. 15, p. 26-32 (texte intégral).